# Siedlung Oppendorf

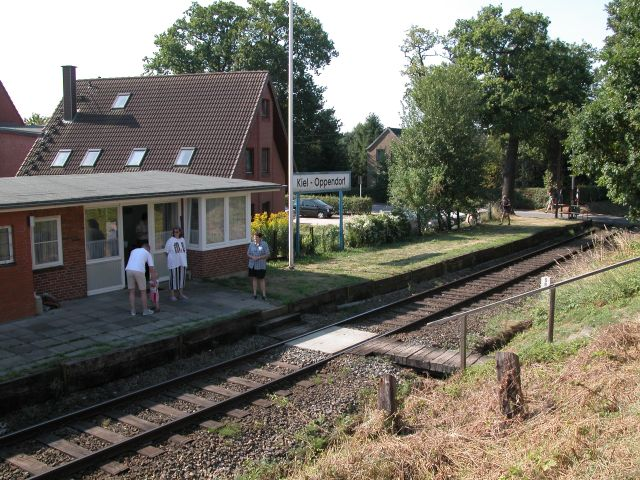
Bahnhof Kiel-Oppendorf (ehem. Schranken- und Fahrdienstleiterposten)

Die Siedlung Oppendorf ist eine Siedlung in Kiel. Sie bildet weder einen eigenen Ortsbezirk noch einen offiziellen Stadtteil, sondern gehört zu Neumühlen-Dietrichsdorf. Zu diesem wird Oppendorf aufgrund seiner Lage nördlich der Schwentine gezählt, obwohl es nicht direkt daran grenzt. Heute leben etwa 1700 Einwohner in dieser Siedlung. Im Ortsbild verschmilzt sie mit der Anschützsiedlung, die zu Schönkirchen gehört und als Werkssiedlung der Anschützwerke angelegt wurde.

## Geographie
Oppendorf grenzt an den Kieler Stadtteil Wellingdorf, von dem es durch die Schwentine getrennt ist, sowie an die Stadt Schwentinental und die Gemeinde Schönkirchen.

## Geschichte

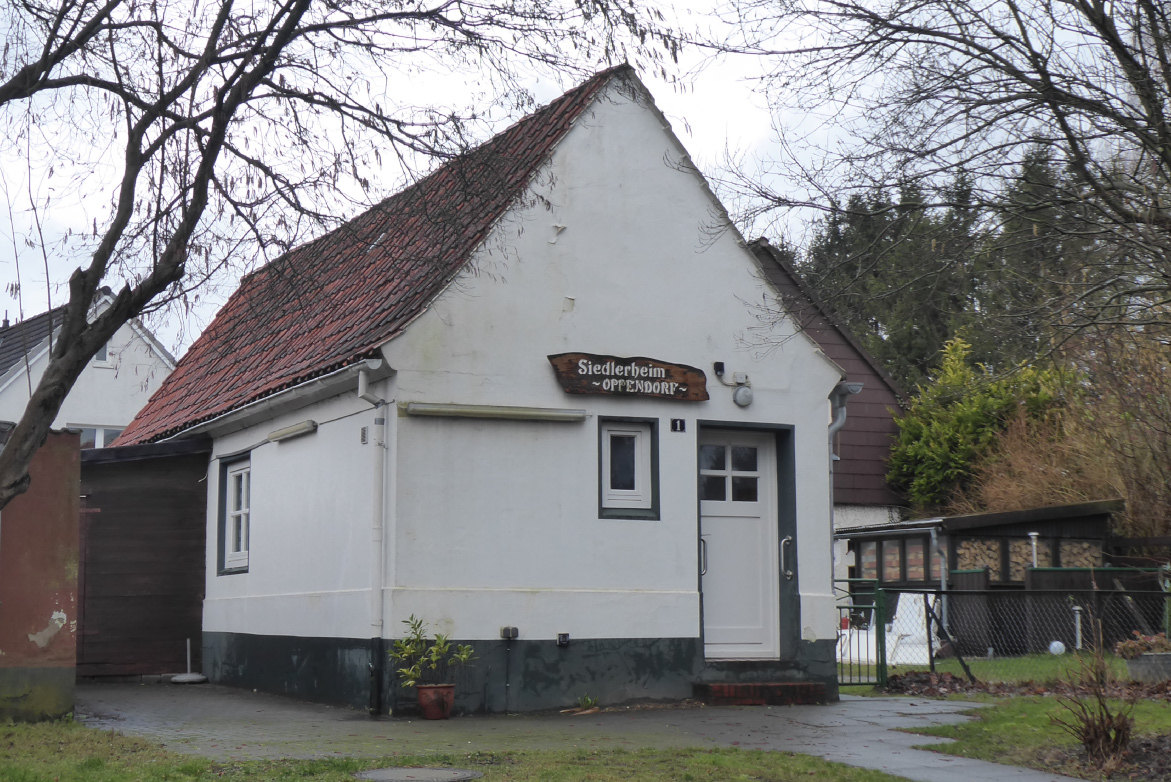
Siedlerheim Kiel-Oppendorf

Die Siedlung Oppendorf ist in den 1920er Jahren als Wohnsiedlung für Familien mit geringen Einkommen, die sich mit einem Garten selbst versorgen konnten, angelegt worden. 1924 wurde sie gemeinsam mit Neumühlen-Dietrichsdorf nach Kiel eingemeindet.

## Verkehr
Am nordwestlichen Rand der Siedlung verläuft die Bahnstrecke Kiel Süd–Schönberger Strand mit dem Bahnhof Oppendorf. Dieser wurde aufgrund des derartig geringen Verkehrsaufkommens erst 1955 eingerichtet. Im Personenverkehr wurde Oppendorf nach dessen Einstellung 1975 bis 2017 nicht mehr regelmäßig bedient. Anfang Januar 2017 wurde die Umgestaltung des Bahnhofs Oppendorf abgeschlossen. Seit dem 4. September 2017 fahren wieder regelmäßig Züge bis Oppendorf.

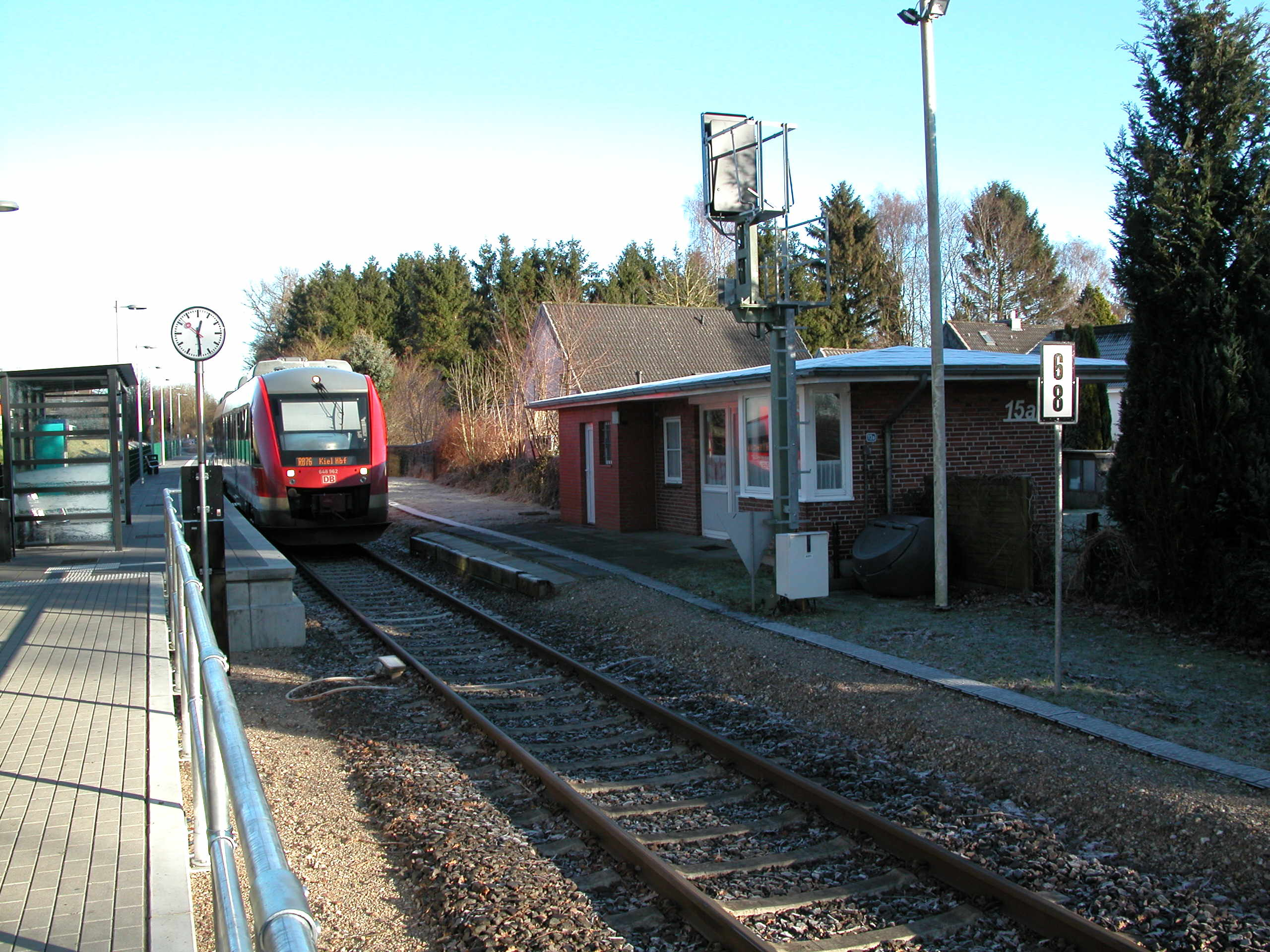
Bahnhof Oppendorf

In Oppendorf halten außerdem Museumszüge Kiel–Schönberger Strand. Im Bahnhof zweigt die Anschlussbahn zum Ostuferhafen ab. Während der Kieler Woche besteht Sonderverkehr auf der Gesamtstrecke Kiel Hbf–Schönberg Bahnhof.
Von Schönkirchen führen Straßen nach Oppendorf. Eine direkte Straßenverbindung zum benachbarten Kieler Stadtteil Wellingdorf besteht nicht, jedoch eine Fußgängerbrücke.